# Kristijan Ipša
Kristijan Ipša [ˈkristian ˈipʃa] (* 4. April 1986 in Pula) ist ein kroatischer ehemaliger Fußballspieler mit italienischem Großvater.
Der Innenverteidiger begann 1992 bei NK Funtana mit dem Fußballspielen, bevor er 1997 zu NK Jadran Poreč wechselte. Ab Juli 1999 spielte Ipša in der Jugend des kroatischen Top-Klubs NK Varteks Varaždin, wo er im Laufe der Zeit in die erste Mannschaft aufrückte und Stammspieler wurde.
Zur Saison 2007/08 wechselt der Defensivspieler zu Energie Cottbus. Bei den Lausitzern unterschrieb er einen bis 2010 laufenden Vertrag, der eine vereinsseitige Option auf eine Vertragsverlängerung beinhaltet. Am 2. November 2007 bestritt er für Cottbus das erste Bundesligaspiel, als er in der 90. Minute in der Partie gegen den FC Schalke 04 eingewechselt wurde. Insgesamt wurde er in der Saison viermal in der Profimannschaft eingesetzt, davon zwei Spiele über 90 Minuten. Zusätzlich kam er zu zwei Einsätzen in der Zweiten Mannschaft.
Im Sommer 2008 wechselte Ipša nach Dänemark zum FC Midtjylland. Dort spielte er fünf Jahre lang und erreichte mit dem Klub zweimal das dänische dänische Pokalfinale und qualifizierte sich für die Europa League. Im Sommer 2013 verließ er den Verein zum italienischen Zweitligisten Reggina Calcio. Dort musste er am Ende der Saisonende absteigen und schloss sich im Sommer 2014 dem rumänischen Erstligisten Petrolul Ploiești an.
Kristian Ipša war Kapitän der U-21-Nationalmannschaft Kroatiens und löste in dieser Funktion Luka Modrić ab.